# Isabela Ramos Cano
Isabela Ramos Cano  (n. Valencia (Venezuela), 6 de septiembre de 1989) es una modelo venezolana, health coach y reina de belleza aspirante al título de Miss Venezuela 2011 en donde representó al estado Carabobo. En la noche final del certamen ganó el título de Primera Finalista.

## Biografía
Nació en la ciudad de Valencia, Venezuela, donde vivió e hizo sus estudios. Estudió en el Colegio La Salle, del que se graduó en 2007, y egresó como Abogado de la Universidad de Carabobo. Ha sido modelo de comerciales y revistas en Venezuela, Estados Unidos y Francia. Participó en el concurso Miss Venezuela por su estado natal Carabobo, donde logró el puesto de Primera Finalista. Radicada desde hace varios años en los Estados Unidos, concluyó estudios de Nutrición en la Universidad de Cornell y es Pilates Mat Trainer certificada por la AFPA. Actualmente @isaramoscano es una reconocida Health Coach.

## Vida personal
La familia Ramos se destaca en distintas áreas. Hija de Morella Cano Maggi de Ramos y del Abogado Eduardo Ramos Araujo. Su abuelo fue Ángel Ramos Giugni un destacado escultor venezolano, también Abogado y profesor de la Universidad de Carabobo. Su abuela paterna, Cristina Araujo Figueredo, fue Ceramista, distinguida con el Premio Nacional de las Artes del Fuego. Isabela tiene las nacionalidades venezolana e italiana.

## Enlaeces externos
- Reinas valencianas
- Conoce a la representa de Carabobo, ella puede ser la próxima miss Venezuela (enlace roto disponible en Internet Archive; véase el historial, la primera versión y la última).

- Datos: Q3344619